# Выдыш, Анна Ефимовна
Анна Ефимовна Выдыш (14 ноября 1925, с.  Носиковка) — Герой Социалистического Труда.

## Биографические сведения
Родилась 14 ноября 1925 в с.  Носиковка (ныне — Шаргородский район Винницкой области).
Во время Голодомора 1933 года Анна и её двое младших братьев выжили благодаря колхозному «питью», которое варили прямо в поле для родителей, которые там работали.
Трудовой путь начала в колхозе. В годы войны работала в румынских хозяйствах. После войны возглавляла женскую звено по выращиванию сахарной свеклы и пшеницы. Несмотря на засушливые 1946—1947 годы, звено А.  Е.  Выдыш собрала урожай пшеницы по 33 ц на каждом из 9 га. За это достижение А. Е.  Выдыш удостоена звания Героя Социалистического Труда с вручением Золотой Звезды и ордена Ленина.
Общий трудовой стаж насчитывал 40 лет, 30 из которых Анна Ефимовна возглавляла звено. В зимний период работала на ферме дояркой.